# Kościół Niepokalanego Poczęcia Najświętszej Maryi Panny w Olbrachcicach
Kościół Niepokalanego Poczęcia Najświętszej Maryi Panny w Olbrachcicach – rzymskokatolicki kościół parafialny zlokalizowany we wsi Olbrachcice (powiat prudnicki, województwo opolskie). Funkcjonuje przy nim parafia Niepokalanego Poczęcia Najświętszej Maryi Panny.

## Historia
Wieś należała do klasztoru paulinów w Mochowie od XIV wieku do 1813. Przed budową świątyni wieś przynależała do parafii w Solcu. W 1861 powstała obszerna kaplica, pomyślaną jako zaczątek kościoła filialnego. W 1877 dobudowano do kaplicy chór oraz wieżę. W 1895 erygowano przy świątyni parafię, a w 1911 kościół został konsekrowany.

## Architektura
Obiekt jest murowany, wzniesiony na planie prostokąta z węższym prezbiterium zamkniętym trójbocznie. Całość kryje dach dwuspadowy. Wieża przylega do nawy i jest nakryta dachem namiotowym, który wieńczy krzyż.

## Wyposażenie
Wewnątrz znajdują się: ołtarz główny, dwa boczne, ambona i figury świętych na konsolach przy ścianach. W ołtarzu bocznym jedną z figur jest neogotyckie wyobrażenie św. Jana Nepomucena. W jedną ze ścian wmurowana jest tablica upamiętniająca biskupa Karla Augustina, urodzonego w Olbrachcicach, konsekratora kościoła.

### Organy
Organy wybudował Paul Berschdorf z Nysy. Nie jest znany ich rok budowy. Prospekt grający, jednosekcyjny, czteropolowy. 
Dyspozycja instrumentu:
| Manuał I                    | Manuał II             | Pedał         |
| --------------------------- | --------------------- | ------------- |
| 1. Principal 8'             | 1. Gemshorn 8'        | 1. Subbas 16' |
| 2. Gamba 8'                 | 2. Salicional 8'      | 2. Cello 8'   |
| 3. Gedackt 8'               | 3. Flauto traverso 4' |               |
| 4. Octave 4'                |                       |               |
| 5. Rauschquinte 2 2/3' & 2' |                       |               |

## Otoczenie
Przy kościele stoi niewielka grota maryjna naśladująca grotę Massabielle z Lourdes, z figurą matki Boskiej Lurdzkiej. Na cokole wspierającym figurę znajduje się plakieta z datami 1914–1918 i przedstawieniem Krzyża Żelaznego. Świątynię otacza cmentarz, na którym spoczywają m.in.:
- proboszcz Viktor Dziuba (1862-1915),
- proboszcz Paweł Wycisk (1873-1919),
- proboszcz Edward Wycisk (1877-1949)[5].

Przy drodze prowadzącej z Olbrachcic do Solca znajduje się wolnostojąca obszerna grota maryjna, ufundowana w 1938 roku przez mieszkańca miejscowości, Władysława Gröhlicha, po jego powrocie z pielgrzymki do Lourdes. Jest to jedna z odmian kopii Groty Massabielle.

## Galeria

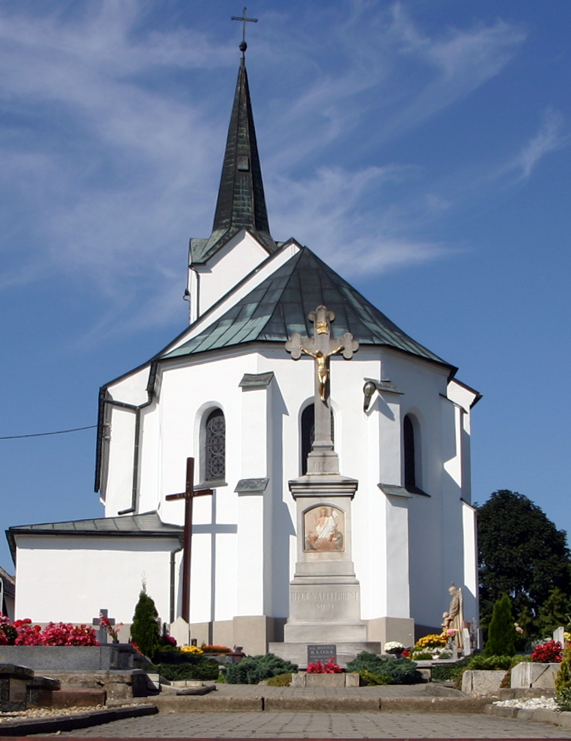
Widok od prezbiterium
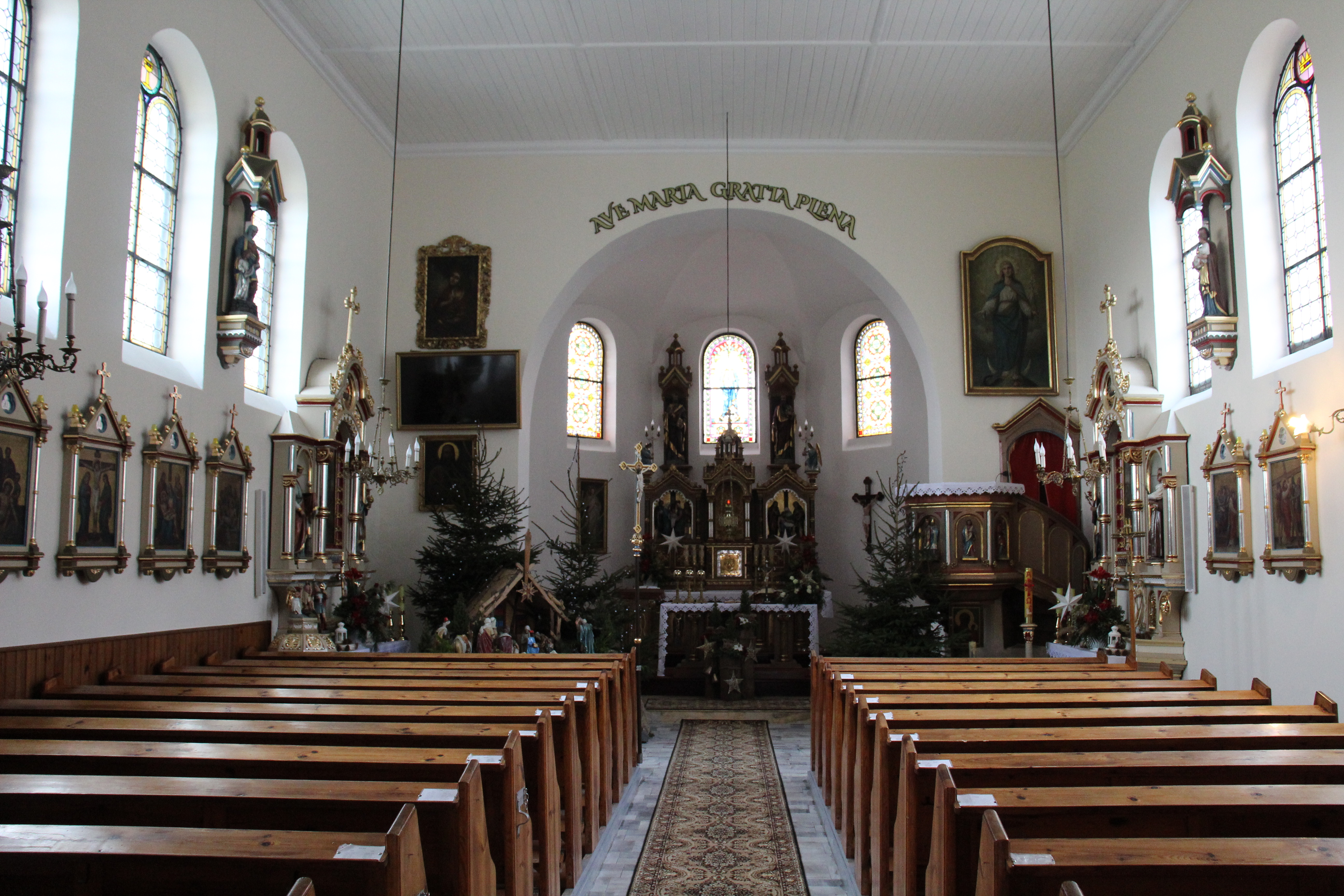
Wnętrze z ołtarzami
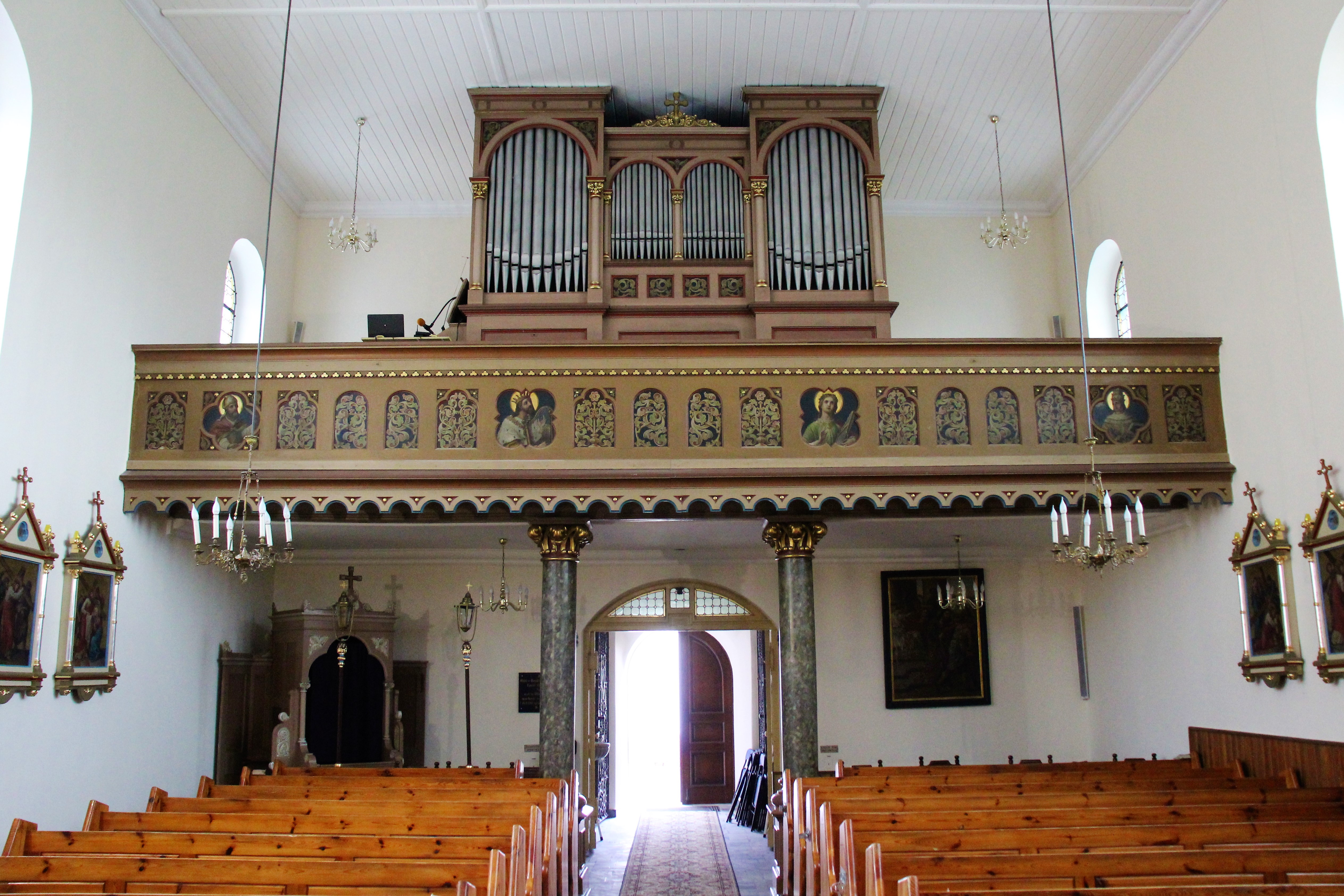
Chór organowy
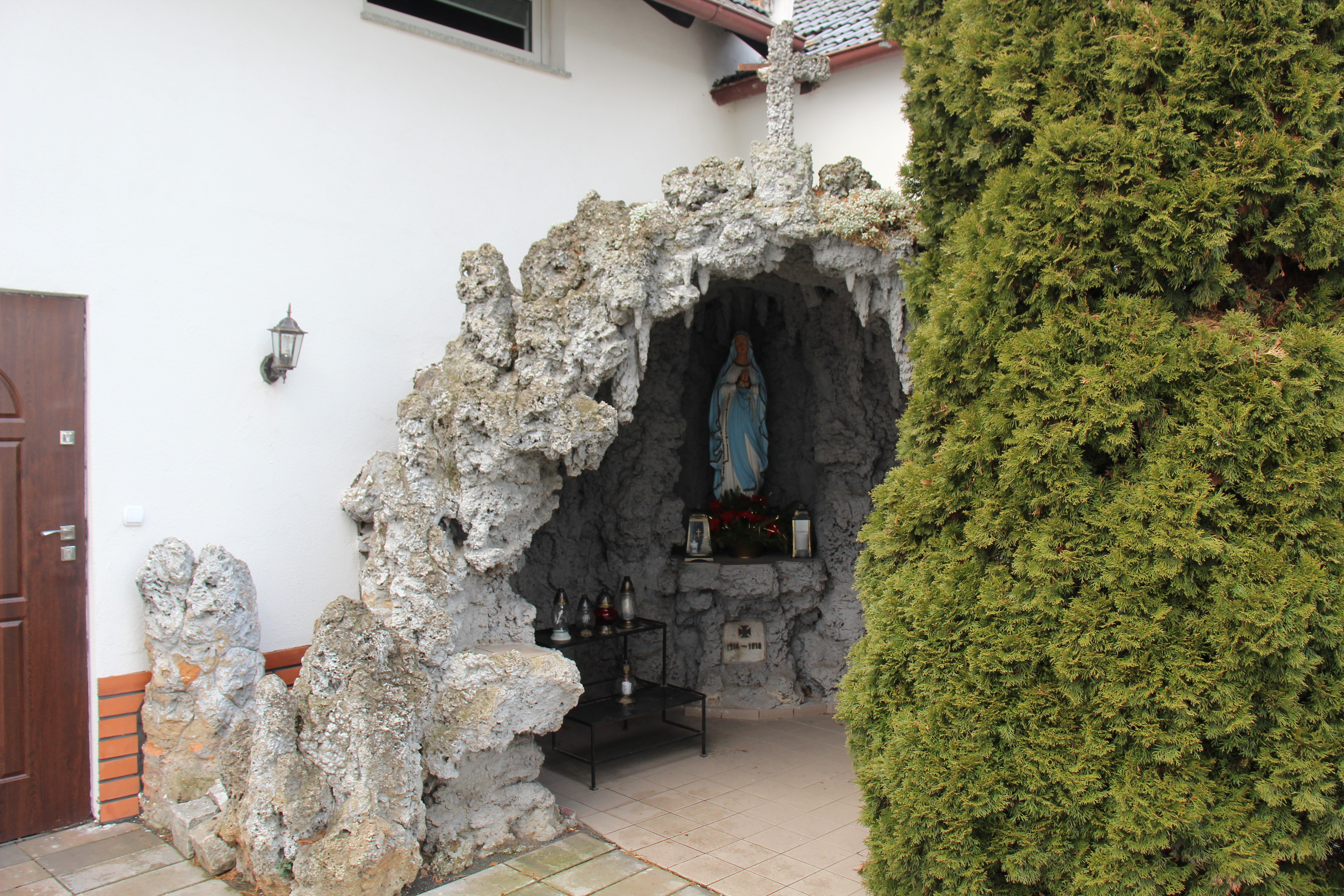
Grota maryjna